# Should Be Loved
«Should Be Loved» — песня американской рок-группы Blue October из пятого альбома Approaching Normal.

## История
Песня «Should Be Loved» написана Джастином Фёрстенфелдом по просьбе продюсера  Стива Лиллиуайта за неделю до завершения работы над альбомом. Изначально представляла собой очень медленную романтичную песню, однако позже при помощи партнеров по Blue October, в особенности Райана Делахуси, песня приобрела окончательный вид.
Песня вышла на альбоме Approaching Normal 24 марта 2009 года. Спустя месяц на официальном сайте группы было опубликовано видео на неё, которое представляло собой нарезку видео о жизни группы во время концертного тура. Однако это видео не стало официальным клипом.
Второе видео было опубликовано 10 марта 2010 года и в этот раз являлось нарезкой фрагментов с различных концертов тура в поддержку альбома Approaching Normal.
9 апреля «Should Be Loved» была выпущена синглом.

## Треклист сингла
| №  | Название                                   | Длительность |
| -- | ------------------------------------------ | ------------ |
| 1. | «Should Be Loved»                          | 4:02         |
| 2. | «Picking Up Pieces»                        | 4:22         |
| 3. | «Graceful Dancing»                         | 4:53         |
| 4. | «X-Amount Of Words (Paul Oakenfold Remix)» | 4:10         |

## Участники записи
- Джастин Фёрстенфелд — стихи, вокал, гитара, арт-директор
- Райан Делахуси — скрипка, мандолина, клавишные, бэк-вокал
- Джереми Фёрстенфелд  — барабаны, перкуссия
- Си Би Хадсон — гитара, бэк-вокал
- Мэтт Новески — бас-гитара, акустическая гитара, бэк-вокал